# Christian Friedrich Kling
Christian Friedrich Kling (auch Christian Kling; * 4. November 1800 in Altdorf; † 8. März 1862 in Marbach am Neckar) war ein deutscher lutherischer Theologe, Geistlicher und Hochschullehrer.

## Leben
Kling war Sohn des Pfarrers Christian Gottlieb Kling (1751–1828) und der Christiane Friederike Flatt, Tochter des Hofpredigers und Konsistorialrats Johann Jakob Flatt. Er besuchte zunächst die Lateinschule von Nürtingen, bevor er nach dem Landexamen 1814 in das königliche Seminar Schöntal und 1816 in das Seminar von Maulbronn aufgenommen wurde. Nach erfolgreichem Abschluss studierte er ab 1818 Theologie an der Universität Tübingen und am Tübinger Stift und wurde in Tübingen zum Magister graduiert. Für weitere Studien unternahm er eine Reise an die Universität Berlin. Dort hörte er insbesondere August Neander und Friedrich Schleiermacher, der ihn in seinem Haus aufnahm und besonderen Einfluss auf ihn ausübte. Seine Rückreise führte ihn über Bonn. Ab 1824 wirkte er als Repetent am Stift in Tübingen. Anschließend trat er in den geistlichen Stand und wurde zum 5. März 1826 Diakon in Waiblingen. Ebenfalls 1826 heiratete er Juliane Clementine Jacobi (1799–1886), die älteste Tochter von Maximilian Jacobi. Um seine akademische Laufbahn weiter zu verfolgen, wollte er das Königreich Württemberg verlassen. Zum 13. März 1833 erhielt er seine Entlassung aus dem württembergischen Staatsdienst.
Kling nahm zum 9. April 1833 einen im Herbst 1832 ergangenen Ruf als ordentlicher Professor der Theologie an die Universität Marburg an. Hier lehrte er insbesondere Dogmatik, Kirchen- und Dogmengeschichte sowie Exegese des neuen Testaments. Von der Marburger Theologischen Fakultät wurde ihm am 25. April 1835 die theologische Ehrendoktorwürde (Dr. theol. h.c.) verliehen. 1837 war er außerdem Dekan der Fakultät. Zum Oktober 1842 nahm er einen weiteren Ruf als ordentlicher Professor der Theologie an die Universität Bonn an. 1848 war er daneben Schriftführer der Wittenberger Versammlung für Gründung eines deutschen evangelischen Kirchenbundes.
Kling kehrte aus gesundheitlichen Gründen nach Württemberg zurück, nachdem er dort bereits seit 1845 von Bonn aus in Bad Cannstatt in Behandlung war, und wurde im April 1849 Pfarrer in Ebersbach an der Fils. 1851 wurde er schließlich Stadtpfarrer von Marbach am Neckar und Dekan des dortigen Kirchenbezirks. In Marbach wurde er auch beigesetzt.

## Werke (Auswahl)
- Hrsg. mit Christian Daniel Friedrich Hoffmann: Johann Friedrich Flatt: Vorlesungen über die Briefe Pauli.  Tübingen 1825–1831.
- (Hrsg.): Berthold des Franciskaners deutsche Predigten aus der zweiten Hälfte des dreizehnten Jahrhunderts: Theils vollständig, theils in Auszügen mit einem Vorwort von August Neander, Berlin 1824 (Digitalisat in der Google-Buchsuche).
- Qualem theologiae dogmaticae Formam et Ecclesiae Evang. principia et nostrae aetatis rationes requirant?, Elwert, Marburg 1834.
- Die gute Sache der Augsburgischen Confession, Elwert, Marburg 1839.
- Der Kurhessische Symbolstreit, Elwert, Marburg 1839.
- Die Bergpredigt Christi nach Matthäus. Für nachdenkende Christen, Elwert, Marburg 1841.
- De historiae ecclesiasticae dispositione chronologica e natura ecclesiae derivanda, Bonn 1843.
- Descriptio summae theologicae Thomae Aquinatis succincta, Georg, Bonn 1846.
- Die Verhandlungen der Wittenberger Versammlung für Gründung eines deutschen evangelischen Kirchenbundes im September 1848, 2 Lieferungen, Hertz, Berlin 1848.
- Die Korintherbriefe: theologisch-homiletisch bearbeitet, Velhagen & Klasing, Bielefeld 1861 (Als Neues Testament Band 7 des Lange-Bibelwerks).